# 송길영
송길영은 대한민국의 빅 데이터 전문가이다. 다음소프트 보관됨 2019-08-20 - 웨이백 머신 최고전략책임자를 역임하였고 다음소프트 부사장이다. 빅 데이터와 관련하여 SK, 삼성전자, 서울특별시청, AIA생명 등에서 강연을 하고 머니투데이에 칼럼을 기고하는 등 빅 데이터의 의미를 알리는 일을 활발하게 하였다. 여러 방송에 출연하여 빅 데이터가 현실적으로 어떻게 적용될 수 있는지를 알려주었다.

## 학력
- 고려대학교 전산과학과 학사
- 고려대학교 대학원 전산과학과 석사
- 고려대학교 대학원 컴퓨터학과 박사

## 경력
- 다음소프트 최고전략책임자
- 한국BI데이터마이닝학회 이사
- 서울여자대학교 컴퓨터학과 겸임교수
- 다음소프트 보관됨 2019-08-20 - 웨이백 머신 부사장
- 이화여자대학교 경영학과 겸임교수

## 방송 출연
- tvN 《크리에이티브 코리아》(2013년) 전문 심사위원으로 출연
- JTBC 《썰전》
- JTBC 《김제동의 톡투유 - 걱정 말아요 그대》
- JTBC 《비정상회담》(91회)
- OtvN 《어쩌다 어른》
- MBC 《손석희의 질문들》 (1회)

## 저서
- 《여기에 당신의 욕망이 보인다》. 쌤앤파커스. 2012년. ISBN 9788965701194
- 《한 우물에서 한눈팔기》. 베가북스. 2014년. ISBN 9788992309882
- 《상상하지 말라》. 도서출판 북스톤. 2015년. ISBN 9791195463800
- 《그냥 하지 말라》. 도서출판 북스톤. 2021년. ISBN : 9791191211467